# Montant et démontant
Das System Montant et démontant ist eine Form des Martingalespiels beim Roulette bzw. Trente et quarante.

## Grundprinzip
Der Spieler beginnt seinen Angriff auf die Spielbank mit einem Einsatz von einer Einheit (Stück). Gewinnt der Spieler diesen Coup, so ist diese Spielserie beendet, und er beginnt eine neue Spielserie; d. h., solange der Spieler gewinnt, setzt er immer nur eine Einheit.
Sobald der Spieler aber das erste Mal verliert, setzt er im folgenden Coup zwei Einheiten. Da der Einsatz nach dem ersten Verlust erhöht wird, handelt es sich bei dieser Spielweise um eine Form des Martingalespiels.
Verliert der Spieler auch diesen Coup, so setzt er im folgenden Coup drei Einheiten. Solange sich der Spieler innerhalb einer Spielserie im Verlust befindet, wird der Einsatz (unabhängig vom Resultat des letzten Coups, entscheidend ist nur der Saldo innerhalb der Serie) um eine Einheit erhöht – mit folgender Besonderheit:
Der Spieler versucht, innerhalb einer Spielserie einen Saldo von +1 zu erreichen; d. h., würde ein Saldo von +2 oder mehr erzielt werden, so wird der Einsatz ausnahmsweise nicht weiter erhöht, sondern eventuell sogar verringert, siehe das folgende

## Beispiel
1. Coup, Einsatz 1 Stück, verloren, Saldo –1.
2. Coup, Einsatz 2 Stück, verloren, Saldo –3.
3. Coup, Einsatz 3 Stück, verloren, Saldo –6.
4. Coup, Einsatz 4 Stück, gewonnen, Saldo –2.
Da der Spieler lediglich einen Saldo von +1 anstrebt, setzt er im fünften Coup nicht fünf Stück, sondern nur drei:
5. Coup, Einsatz 3 Stück, gewonnen, Saldo +1.
Damit ist die Serie erfolgreich abgeschlossen, und der Spieler beginnt eine neue Serie mit einem Einsatz von einer Einheit. Würde der Spieler den 5. Coup jedoch verlieren, müsste er im folgenden Coup seinen Einsatz wie gewohnt um eine Einheit erhöhen, d. h., er müsste vier Stücke setzen.

## Bemerkung
Selbstverständlich ist auch dieses System nicht „unfehlbar“: Man kann mit Methoden der Martingal-Theorie beweisen, dass kein wie auch immer geartetes System beim Roulette langfristig Gewinne garantieren kann. D. h., wenn ein Spieler nach einem System spielt und gewinnt, so ist das nicht auf die Güte des Systems zurückzuführen, sondern allein auf den Zufall.

## Quelle
The Complete Hoyle’s Games Revised & updated by Lawrence H. Dawson, London 1950, Wordsworth Reference, reprint 1994, ISBN 1-85326-316-8, p 282 und 286